# Psychotria damasiana
Psychotria damasiana är en måreväxtart som beskrevs av Seymour Hans Sohmer. Psychotria damasiana ingår i släktet Psychotria och familjen måreväxter. Inga underarter finns listade i Catalogue of Life.